# A beporzók napja
A beporzók napja a természetvédelmi jeles napok sorába 2018-ban javasolt nap, március 10-e.

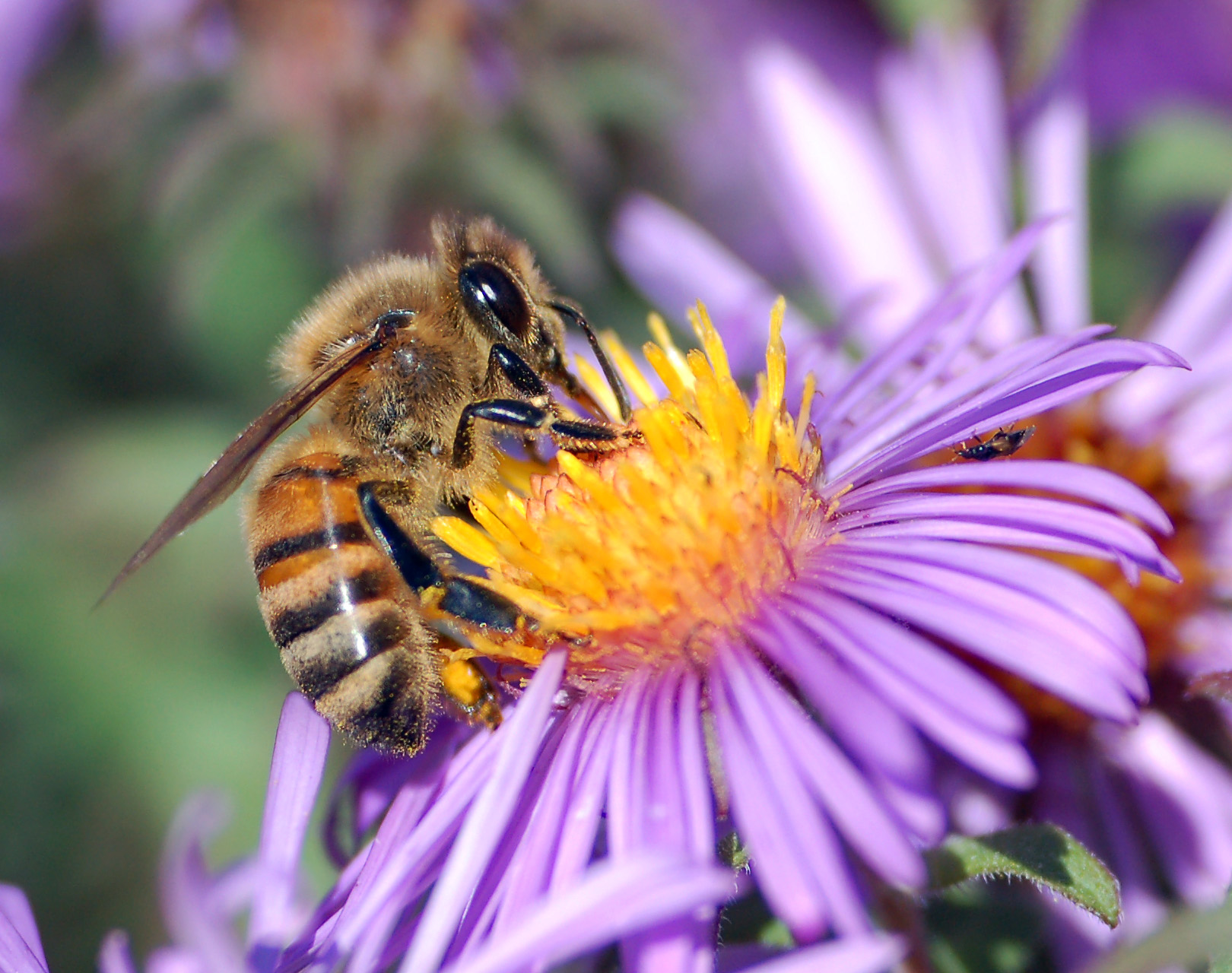
A mezőgazdaság (és ezáltal az emberi civilizáció) jelentős mértékben a beporzók létén alapul

Az ELTE Természettudományi Kara tudománykommunikáció a természettudományban mesterfokú képzésének egy oktatója és egy hallgatója kezdeményezte 2018. január 11-én. A felhívásban már számos intézmény és civil szervezet támogatására hivatkozhattak, mert mértékadó hazai tudományos és környezeti nevelési fórumok ismerték a problémát és helyeselték a figyelemnek, a mozgósításnak ilyen magas szintjét. 
A Magyar Madártani és Természetvédelmi Egyesület már korábban is felkarolta a beporzók ügyét. A javaslat mögött a rovarvilág és a beporzást végző rovarok világszerte, de elsősorban az északi féltekén tapasztalt pusztulása, tehát konkrét természetvédelmi probléma és annak orvoslása, illetve a lakossági cselekvésből származó környezeti nevelési lehetősége is ott volt. A pusztulás legfőbb okai a nagyüzemi, iparosodott mezőgazdaság (élőhelyek eltűnése, feldarabolódása, vegyszerhasználat) és a klímaváltozás, tehát globális és ipari léptékű változások. Mégis, ilyen körülmények közepette is egyszerű, lakossági módszerekkel a beporzó rovarok védelmében, életlehetőségeinek javításában jelentős lépések tehetők. Nem utolsósorban a sok ember számára kellemetlen rovarok hasznosságát a beporzók példáján keresztül szemléletesen és hatékonyan lehet ismertetni, elfogadottá tenni.
A beporzók napjának szellemisége annyiban különbözik a méhek napjától (április 30.) és a méhek világnapjától (május 20.), hogy a mérsékelt égövben sem csak a házi méhre, a méhalkatúakra koncentrál, hanem minden beporzó szervezetre, hazánkban elsősorban rovarokra. A világon azonban sok madár és denevér által megporzott virág, illetve növény létezik, őrájuk is kiterjed a figyelem. Ezeknek is szerepe van abban, hogy Magyarországon trópusi dísznövények, déligyümölcsök, egzotikus fűszerek kaphatók. Általánosságban a termesztett növények kétharmadát, élelmiszereink egyharmadát köszönhetjük nekik.
A kezdeményezők a honlapon és a létrehozott Facebook-oldalon, továbbá ismeretterjesztő cikkekben, előadásokban, rádió- és tévéinterjúkban kampányoltak két hónapig, és mások is a javaslat mögé álltak. A folyamatot szakdolgozatban és később szakcikkekben is leírták. Mindennek eredményeképpen a Kárpát-medence 20 településén 24 program jött létre, a legnagyobb létszámú a Magyar Természettudományi Múzeumban, 800 vendéggel (és 6 médium jelenlétével), a második legnagyobb Kolozsváron a Babeș–Bolyai Tudományegyetem Állattani Múzeumában.
2019-ben kevesebb energia jutott a kampányra, de hasonló volt az eredmény. Ebben az évben létrejött a Magyar Környezeti Nevelési Egyesület Beporzók munkacsoportja.
2020-ban a Magyar Múzeumok online folyóiratban felhívás jelent meg, hogy minden múzeum, szakmai területétől függetlenül, csatlakozzon a jeles nap megünnepléséhez, számos portál és folyóirat, rádió és tévéműsor foglalkozott a beporzással, a beporzókkal, és a kezdeményezők is folytatták Facebook-kampányukat. Végül 46 múzeum közreműködéséről érkezett hír, de néhány helyen a koronavírus járvány miatt elhalasztották a nyilvános eseményt. Egyetemeken, iskolákban zajlottak még események. Több településen és Budapest X., XII. kerületében közterületen avattak rovarszállót, és több másik kerület is tervezi ilyenek létrehozását.